# آنتون رابینسون
آنتون رابینسون (انگلیسی: Anton Robinson؛ زادهٔ ۱۷ فوریهٔ ۱۹۸۶) بازیکن فوتبال اهل بریتانیا است.
از باشگاه‌هایی که در آن بازی کرده‌است می‌توان به باشگاه فوتبال ایست‌بورن بورو، باشگاه فوتبال مارگیت، باشگاه فوتبال ایستلی، باشگاه فوتبال ویموث، باشگاه فوتبال گیلینگام، باشگاه فوتبال ای‌اف‌سی بورنموث، باشگاه فوتبال اکستر سیتی، باشگاه فوتبال کاونتری سیتی، باشگاه فوتبال میلوال، باشگاه فوتبال هادرزفیلد تاون، و باشگاه فوتبال گرایس اتلتیک اشاره کرد.
وی همچنین در تیم ملی فوتبال England C بازی کرده‌است.